# Seznam polských panovníků

Znak Polského království za panování dynastie Jagellonců, kolem roku 1500

Velký znak Polsko-litevské unie (1569–1795)

Tento seznam polských panovníků zahrnuje hlavy polského státu od prvního historicky doloženého polského knížete z rodu Piastovců do roku 1917, kdy bylo Polsko součástí Ruského impéria.

## Piastovci – polští vévodové a králové (do 1138)
Seznam polských knížat (žlutě) a králů (zeleně); pod krále jsou zařazeni i ti panovníci, kteří měli tento titul pouze pro část své vlády. Prvním vládcem Polska, který byl potvrzen moderními prameny, byl Měšek I. Z polských vládců dynastie Piastovců, vládnoucích mezi lety 960 a 1138, byli korunováni tři: v roce 1025 Boleslav I. Statečný, ve stejném roce Měšek II. Lambert a v roce 1076 Boleslav II. Smělý.
Podle zprávy pražského kronikáře Kosmy v roce 1085 císař Jindřich IV. udělil Vratislavovi II., tehdejšímu českému vládci, titul polského krále.
| Jméno                   | Doba vlády | Rodiče                                  | Datum narození      | datum úmrtí                  | Poznámky                                |
| ----------------------- | ---------- | --------------------------------------- | ------------------- | ---------------------------- | --------------------------------------- |
| Měšek I.                | ~960–992   | Siemomysł                               | * asi 935           | † 25. květen 992             | První historicky doložený polský kníže. |
| Boleslav I. Chrabrý     | 992–1025   | Měšek I. Polský Doubravka Přemyslovna   | * 967               | † 17. červen 1025            | V roce 1025 první polský král.          |
| Měšek II. Lambert       | 1025–1031  | Boleslav I. Chrabrý Emnilda             | * asi 990           | †10. květen 1034             | Králem do roku 1031, poté jen kníže.    |
| Bezprym                 | 1031–1032  | Boleslav I. Chrabrý                     | * cca 986/987       | † 1032                       |                                         |
| Měšek II. Lambert       | 1032–1034  | Boleslav I. Chrabrý Emnilda             | * asi 990           | † 10. květen 1034            |                                         |
| Kazimír I. Obnovitel    | 1039–1058  | Měšek II. Lambert Richenza Lotrinská    | * 25. červenec 1016 | † 28. listopad 1058          |                                         |
| Boleslav II. Smělý      | 1058–1079  | Kazimír I. Obnovitel Dobroněga Kyjevská | * asi 1042          | † 2. nebo 3. dubna 1081/1082 | Od roku 1076 král.                      |
| Vladislav I. Herman     | 1079–1102  | Kazimír I. Obnovitel Dobroněga Kyjevská | * cca 1042          | † 4. červen 1062             |                                         |
| Boleslav III. Křivoústý | 1102–1138  | Vladislav I. Herman Judita Přemyslovna  | * 20. srpna 1086    | † 28. října 1138             |                                         |

## Období regionálního rozpadu (rozbicie dzielnicowe)
Nástupnický akt Boleslava III. Křivoústého zahájil v Polsku období regionálního rozpadu. Nejdůležitější z knížat měl být vládce seniorského okresu (uvnitř jeho hranic bylo hlavní město státu - Krakov), který byl také - podle principu seniority – nejstarší z rodu. Tato zásada byla zpochybněna již v roce 1146 vyloučením vyhnanství Vladislava II. A rozpadla se v důsledku rozhodnutí lečického kongresu v roce 1180, ačkoli ve 13. století se někteří uchazeči krakovského okresu dovolávali práva z důvodu nejstarší v rodině. Princip svrchovanosti Krakova nad celým státem (princip knížectví) platil až do smrti knížete Leška Bílého v Gąsawě v roce 1227. Od tohoto okamžiku postupně postupovala fragmentace polských zemí, což souviselo s posilováním separatismu okresních knížectví.

### Piastovci – vynikající knížata
| Jméno                    | Doba vlády | Rodiče                                           | Datum narození | datum úmrtí          | Poznámky |
| ------------------------ | ---------- | ------------------------------------------------ | -------------- | -------------------- | -------- |
| Vladislav II. Vyhnanec   | 1138–1146  | Boleslav III. Křivoústý Zbyslava Kyjevská        | * 1105         | † 30. květen 1159    |          |
| Boleslav IV. Kadeřavý    | 1146–1173  | Boleslav III. Křivoústý Salomena z Bergu         | * ok. r. 1125  | † 5. ledna 1173      |          |
| Měšek III. Starý         | 1173–1177  | Boleslav III. Křivoústý Salomena z Bergu         | * 1126/1127    | † 13. března 1202    |          |
| Kazimír II. Spravedlivý  | 1177–1191  | Boleslav III. Křivoústý Salomena z Bergu         | * 1138         | † 5. květen 1194     |          |
| Měšek III. Starý         | 1191       | Boleslav III. Křivoústý Salomena z Bergu         | * 1126/1127    | † 13. března 1202    |          |
| Kazimír II. Spravedlivý  | 1191–1194  | Boleslav III. Křivoústý Salomena z Bergu         | * 1138         | † 5. květen 1194     |          |
| Lešek I. Bílý            | 1194–1198  | Kazimír II. Spravedlivý, Helena Znojemská        | * asi 1186     | † 24. listopadu 1227 |          |
| Měšek III. Starý         | 1198–1199  | Boleslav III. Křivoústý Salomena z Bergu         | * 1126/1127    | † 13. března 1202    |          |
| Lešek I. Bílý            | 1199       | Kazimír II. Spravedlivý, Helena Znojemská        | * asi 1186     | † 5. květen 1194     |          |
| Měšek III. Starý         | 1199–1202  | Boleslav III. Křivoústý Salomena z Bergu         | * 1126/1127    | † 13. března 1202    |          |
| Vladislav III. Tenkonohý | 1202–1206  | Měšek III. Starý Eudoxia Kyjevská                | * 1161/1167    | † 3. listopadu 1231  |          |
| Lešek I. Bílý            | 1206–1210  | Kazimír II. Spravedlivý, Helena Znojemská        | * asi 1186     | † 5. květen 1194     |          |
| Měšek I. Křivonohý       | 1210–1211  | Vladislav II. Vyhnanec Anežka Babenberská (1157) | * (1131–1146)  | † 16. květen 1211    |          |
| Lešek I. Bílý            | 1211–1227  | Kazimír II. Spravedlivý, Helena Znojemská        | * asi 1186     | † 5. květen 1227     |          |

### Piastovci – krakovští vévodové
| Jméno                    | Doba vlády | Rodiče                                      | Datum narození    | datum úmrtí         | Poznámky            |
| ------------------------ | ---------- | ------------------------------------------- | ----------------- | ------------------- | ------------------- |
| Vladislav III. Tenkonohý | 1227–1229  | Měšek III. Starý Eudoxia Kyjevská           | * 1161/1167       | † 3. listopadu 1231 | Druhé období vlády. |
| Konrád I. Mazovský       | 1229–1231  | Kazimír II. Spravedlivý, Helena Znojemská   | * 1187/1188       | † 31. srpen 1247    |                     |
| Jindřich I. Bradatý      | 1232–1238  | Boleslav I. Vysoký Kristina                 | * 1165/1170       | † 19. březen 1238   |                     |
| Jindřich II. Pobožný     | 1238–1241  | Jindřich I. Bradatý Hedvika Slezská         | * 1196/1207       | † 9. dubna 1241     |                     |
| Konrád I. Mazovský       | 1241–1243  | Kazimír II. Spravedlivý                     | * 1187/1188       | † 31. srpen 1247    | Druhé období vlády. |
| Boleslav V. Stydlivý     | 1243–1279  | Lešek I. Bílý                               | * 21. června 1226 | † 7. prosince 1279  |                     |
| Lešek II. Černý          | 1279–1288  | Kazimír I. Kujavský Konstancie Vratislavská | * kolem 1241      | † 30. září 1288     |                     |
| Jindřich IV. Probus      | 1288–1290  | Jindřich III. Bílý Judita Mazovská          | * 1257/1258       | † 23. června 1290   |                     |
| Přemysl II. Velkopolský  | 1290–1291  | Přemysl I. Velkopolský Alžběta Vratislavská | * 14. října 1257  | † 8. února 1296     |                     |

### Piastovci – král Polska (de facto Velkopolska a Gdaňského Pomořanska)
Přemysl II., navzdory ztrátě moci v Malopolsku, stále vládl Velkopolsku a Gdaňskému Pomořansku (Pomoří). V roce 1295 byl korunován za polského krále.
| Jméno                   | Doba vlády | Rodiče                                      | Datum narození   | datum úmrtí     | Poznámky |
| ----------------------- | ---------- | ------------------------------------------- | ---------------- | --------------- | -------- |
| Přemysl II. Velkopolský | 1295–1296  | Přemysl I. Velkopolský Alžběta Vratislavská | * 14. října 1257 | † 8. února 1296 | Král     |

### Přemyslovci – krakovští vévodové
V roce 1291 se krakovské vévodství dostalo do rukou českého krále Václava II. V roce 1292 se ujal vévodství Sandoměř a v roce 1299 také Velkopolska a Gdaňského Pomořanska. V roce 1300 byl korunován polským králem arcibiskupem z Hnězdna Jakubem Svinkou.
Václav II. zemřel 21. června 1305 a jeho syn Václav III. převzal vládu. 4. srpna 1306 byl však zavražděn při přípravě na cestu do Polska. V září téhož roku byl Krakov v rukou Vladislava I. Lokýtka. Poté, co na český trůn nastoupil v roce 1310 Jan Lucemburský, jako dědic Přemyslovců užíval také titul polského krále. V roce 1335 (Visegrádská smlouva) se titulu vzdal výměnou za 20 tisíc kop českých grošů, zatímco Kazimír III. Veliký se vzdal nároků na Slezsko.
| Jméno       | Doba vlády | Rodiče                              | Datum narození  | datum úmrtí       | Poznámky                   |
| ----------- | ---------- | ----------------------------------- | --------------- | ----------------- | -------------------------- |
| Václav II.  | 1300–1305  | Přemysl Otakar II., Kunhuta Uherská | *27. září 1271  | † 21. června 1305 | Také král český.           |
| Václav III. | 1305–1306  | Václav II., Guta Habsburská         | * 6. října 1289 | † 4. srpna 1306   | Také král český a uherský. |

## Piastovci – polští králové
V roce 1306 se Vladislav I. Lokýtek z linie kujavských Piastovců stal krakovským knížetem, který se již zmocnil Sandoměřského vévodství. V roce 1314 obsadil Velkopolsko. 20. ledna 1320 byl korunován za polského krále.
| Jméno | Doba vlády | Rodiče                                                        | Datum narození       | datum úmrtí          | Poznámky |
| --- | ---------- | ------------------------------------------------------------- | -------------------- | -------------------- | --- |
| Vladislav I. Lokýtek | 1306–1333  | Kazimír I. Kujavský, Eufrosina Opolská                        | * 1261               | † 2. března 1333     | Králem od roku 1320. |
| Kazimír III. Veliký | 1333–1370  | Vladislav I. Lokýtek, Hedvika Kališská                        | * 30. dubna 1310     | † 5. listopadu 1370  | Po jeho smrti získal v rámci dohody polskou korunu uherský Anjouovec Ludvík.                                             |
| Anjouovci (1370–1386) |            |                                                               |                      |                      | |
| Ludvík I. Veliký | 1370–1382  | Karel I. Robert, Alžběta Lokýtkovna                           | * 5. březen 1326     | † 10. září 1382      | Také král uherský. |
| Hedvika z Anjou | 1384–1386  | Ludvík I. Veliký, Alžběta Bosenská                            | * 18. února 1374     | † 17. července 1399  | V roce 1386 se provdala za litevského (velko)knížete Vladislava Jagella (Vladislava), který se poté stal polským králem. |
| Jagellonci (1386–1572) |            |                                                               |                      |                      | |
| Vladislav II. Jagello | 1386–1434  | Algirdas Uljana Tverská                                       | * kolem r. 1362      | † 1. června 1434     | Také velkokníže litevský.                                                                                                |
| Vladislav III. Varnenčik | 1434–1444  | Vladislav II. Jagello Sofie Halšanská                         | * 31. října 1424     | † 10. listopadu 1444 | Také uherský král. |
| Kazimír IV. | 1447–1492  | Vladislav II. Jagello Sofie Halšanská                         | * 30. listopadu 1427 | † 30. listopadu 1427 | |
| Jan I. Olbracht | 1492–1501  | Kazimír IV. Jagellonský Alžběta Habsburská                    | * 27. prosince 1459  | † 17. června 1501    | |
| Alexandr Jagellonský | 1501–1506  | Kazimír IV. Jagellonský Alžběta Habsburská                    | * 5. srpna 1461      | † 19. srpna 1506     | |
| Zikmund I. Starý | 1506–1548  | Kazimír IV. Jagellonský Alžběta Habsburská                    | * 1. listopadu 1467  | † 1. dubna 1548      | |
| Zikmund II. August | 1548–1572  | Zikmund I. Starý Bona Sforzová                                | * 1. srpna 1520      | † 7. července 1572   | |
| Valois (1573–1575) |            |                                                               |                      |                      | |
| Jindřich z Valois | 1573–1574  | Jindřich II. Francouzský, Kateřina Medicejská                 | * 19. září 1551      | † 2. srpna 1589      | Poté francouzský král.                                                                                                   |
| Báthoryové (1575–1586) |            |                                                               |                      |                      | |
| Štěpán Báthory | 1575–1586  | Štěpán VIII. Báthory, Kateřina Telegdi                        | * 27. září 1533      | † 12. prosince 1586  | Také sedmihradský kníže.                                                                                                 |
| Vasovci (1587–1668) |            |                                                               |                      |                      | |
| Zikmund III. Vasa | 1587–1632  | Jan III. Švédský, Kateřina Jagellonská                        | * 20. června 1566    | † 29. dubna 1632     | Také švédský král. |
| Vladislav IV. Vasa | 1632–1648  | Zikmund III. Vasa, Anna Habsburská                            | * 9. červen 1595     | † 22. května 1648    | |
| Jan II. Kazimír | 1648–1668  | Zikmund III. Vasa, Konstance Habsburská                       | * 22. března 1609    | † 16. prosince 1672  | |
| Wiśniowiečtí (1669–1673) |            |                                                               |                      |                      | |
| Michał Korybut Wiśniowiecki | 1669–1673  | Jeremi Wiśniowiecki, Gryzelda Zamoyská                        | * 31. července 1640  | † 10. listopadu 1673 | |
| Sobieští (1674–1696) |            |                                                               |                      |                      | |
| Jan III. Sobieski | 1674–1696  | Jakub Sobieski, Zofia Teofila Daniłowiczówna                  | * 17. srpna 1629     | † 17. června 1696    | |
| Wettinové (1697–1704) |            |                                                               |                      |                      | |
| August II. Silný | 1697–1704  | Jan Jiří III. Saský, Anna Žofie Dánská                        | * 12. května 1670    | † 1. února 1733      | Také saský kurfiřt. |
| Leszczyňští (1704–1709) |            |                                                               |                      |                      | |
| Stanislav I. Leszczyński | 1704–1709  | Rafael Leszczyński, Anna Leszczyńska                          | * 20. října 1677     | † 23. února 1766     | |
| Wettinové (1709–1763) |            |                                                               |                      |                      | |
| August II. Silný | 1709–1733  | Jan Jiří III. Saský, Anna Žofie Dánská                        | * 12. května 1670    | † 1. února 1733      | Druhé období vlády. |
| August III. | 1733–1763  | August II. Silný, Kristýna Eberhardýna Hohenzollernová        | * 17. října 1696     | † 5. října 1763      | Také saský kurfiřt. |
| Leszczyňští (1733–1736) |            |                                                               |                      |                      | |
| Stanislav I. Leszczyński | 1733–1736  | Rafael Leszczyński, Anna Leszczyńska                          | * 20. října 1677     | † 23. února 1766     | Druhé období vlády. Spor o trůn.                                                                                         |
| Poniatovští (1764–1795) |            |                                                               |                      |                      | |
| Stanislav II. August | 1764–1795  | Stanisław Poniatowski, Konstancja Czartoryská                 | * 17. ledna 1732     | † 12. února 1798     | |
| Roku 1795 došlo k tzv. třetímu dělení Polska, během něhož Polsko jako samostatný stát zaniklo. Roku 1815 Pak bylo vyhlášeno tzv. Kongresové Polsko, jež bylo v personální unii s Ruským impériem. Od roku 1831 jsou ruští carové pouze titulární polští králové. |            |                                                               |                      |                      | |
| Holstein‑Gottorp‑Romanov (1815–1917) |            |                                                               |                      |                      | |
| Alexandr II. | 1815–1825  | Pavel I. Ruský, Sofie Dorota Württemberská                    | * 23. prosince 1777  | † 1. prosince 1825   | Ruský car Alexandr I. |
| Mikuláš I. | 1825–1855  | Pavel I., Sofie Dorota Württemberská                          | * 6. července 1796   | † 2. března 1855     | Ruský car Mikuláš I. |
| Alexandr III. | 1855–1881  | Mikuláš I., Alexandra Fjodorovna                              | * 29. dubna 1818     | † 13. března 1881    | Ruský car Alexandr II.                                                                                                   |
| Alexandr IV. | 1881–1894  | Alexandr II. Nikolajevič, Marie Alexandrovna (Marie Hesenská) | * 10. března 1845    | † 1. listopadu 1894  | Ruský car Alexandr III.                                                                                                  |
| Mikuláš II. | 1894–1917  | Alexandr III., Marie Sofie Dánská                             | * 18. května 1868    | † 17. července 1918  | Ruský car Mikuláš II. |

## Kníže varšavský

### Wettinové
V letech 1807 až 1815 krátce existovalo tzv. Varšavské vévodství jako Napoleonův satelitní stát, jehož vévodou byl Friedrich August Saský, vnuk předposledního polského krále.
- Friedrich August Saský – (1807–1815)

## Polští králové do roku 1795
|  |  |  |

V letech 1916–1918 existovala tzv. regentská vláda Polského regentského království (bez krále, s tříčlennou regentskou radou), což byl satelitní stát ústředních mocností.